# Bentonit

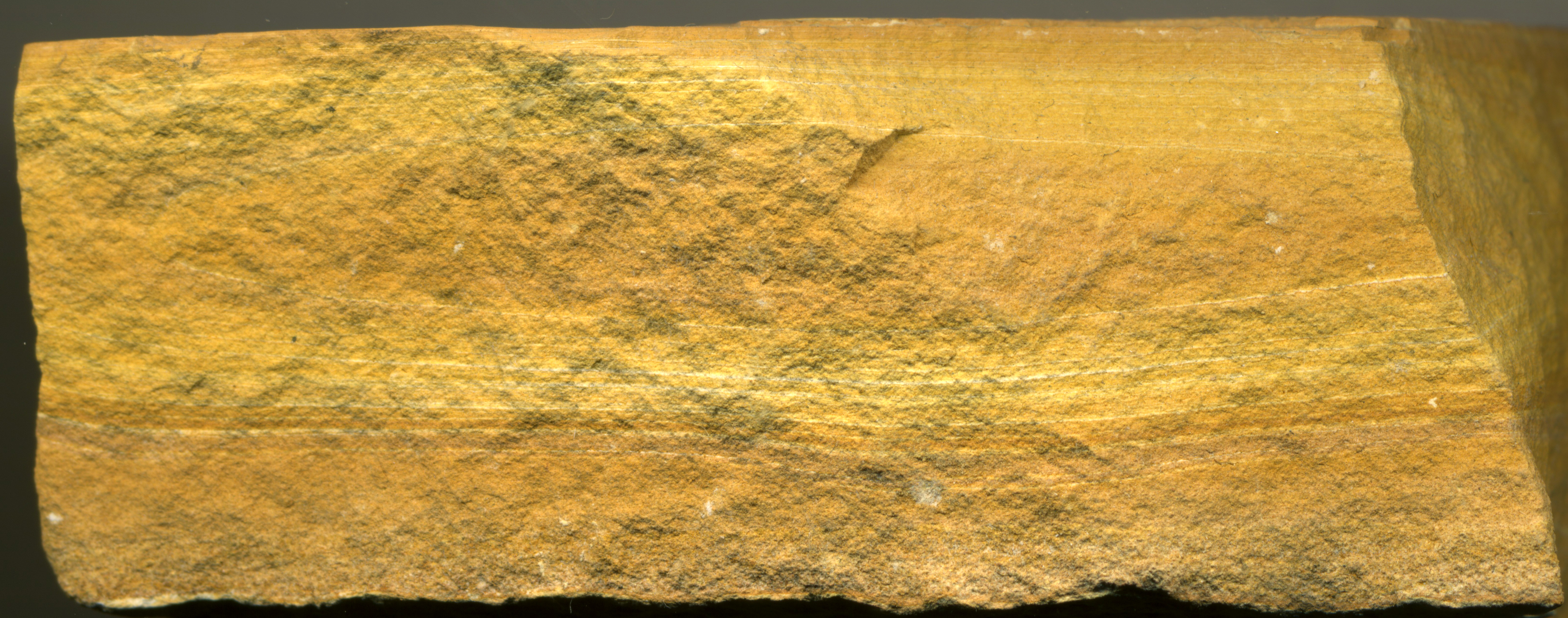
Bentonit i sedimenterad vulkanaska från Wyoming.

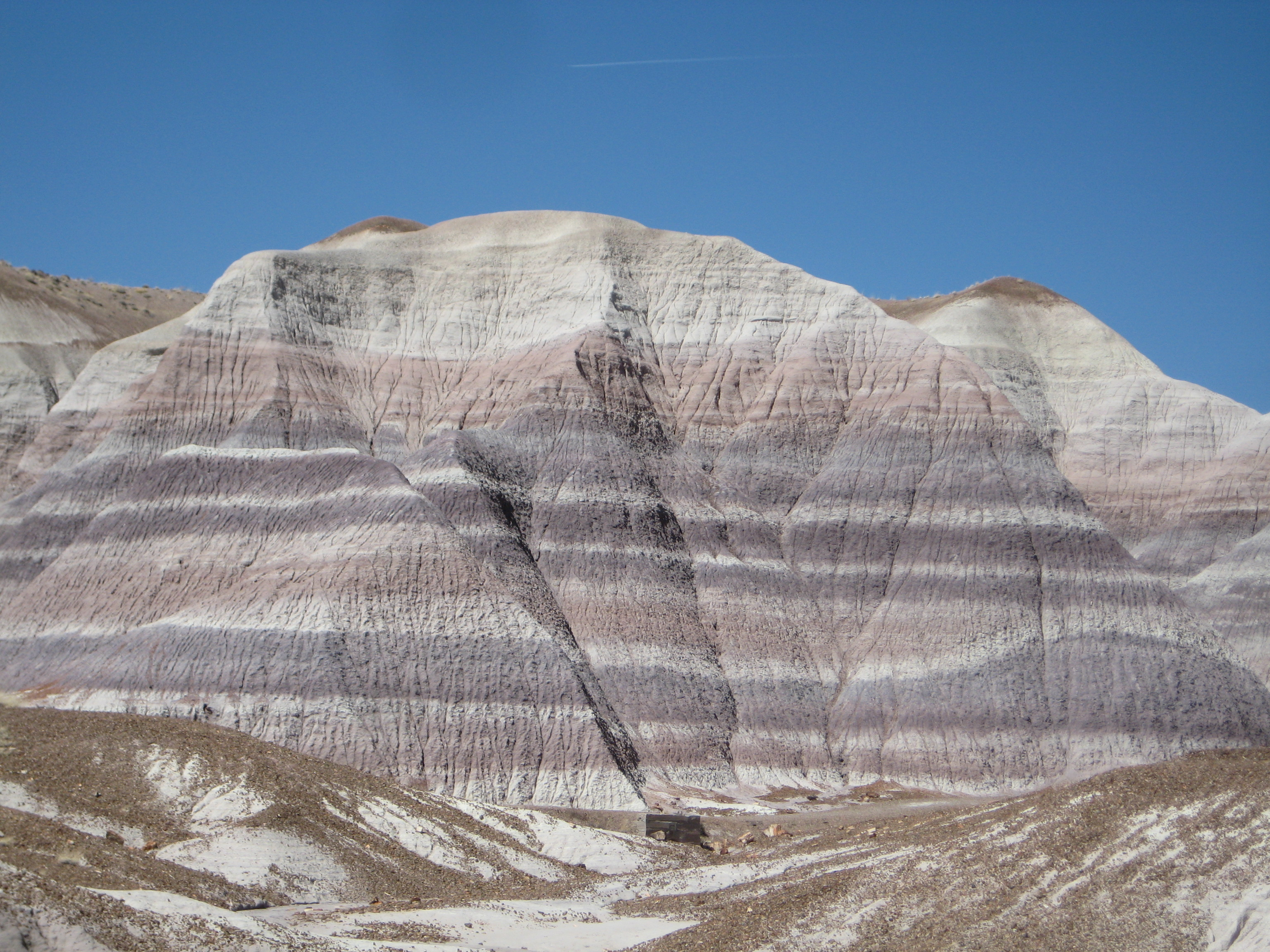
Sedimentära lager med bentonit.

Bentonit är ett geologiskt material som kan klassas både som jordart och sedimentär bergart, beroende på sedimentets litifieringsgrad. Bentonit har bildats genom sedimentation av vulkanisk aska, och har en hög halt av svällande lermineral s.k. smektiter, varav det mest kända är mineralet montmorillonit. Bentonit bildas genom naturlig nedbrytning av vulkanisk aska (vulkaniskt glas). Bentoniten uppträder oftast som mer eller mindre fasta lerlager i sedimentära formationer.
Från teknisk synpunkt finns i huvudsak tre sorter av bentonit: naturlig natriumbentonit (Na-bentonit), naturlig kalciumbentonit (Ca-bentonit) och natriumaktiverad bentonit. Namnet bentonit kommer från Bentonformationen vid Rock River i Wyoming.

## Fysiska egenskaper
Bentonitens främsta egenskaper beror av dess förmåga att binda till sig polära molekyler, t.ex. vatten, vilket medför att bentoniten sväller. Beroende av tillgången på t.ex. vatten, leder svällningen/uppsugningen till en pasta eller till en trögflytande vätska med relativt låg viskositet. Natriumbentonit sväller mer än kalciumbentonit. Natriumaktiverad kalciumbentonit uppnås genom behandling av kalciumbentoniten med natriumsalter. Svällningsförmågan eller bindningsförmågan kan också påverkas genom behandling med polymerer. Svällningsförmågan gör bentoniten särskilt tät mot vätskor, förutsatt att dess fortsatta svällning är förhindrad genom t.ex. belastning. En annan viktig egenskap är dess förmåga att sorbera/fastlägga vissa ämnen.

## Användningsområden
Bentonit har länge använts som bindemedel vid tillverkning av t.ex. kulsinter för framställning av järn, men även som viskositetsförhöjare och bindemedel för att få upp borrkax ur djupa borrhål i berg. Vid oljeborrning ger sådan inblandning med bentonit i borrvattnet även möjligheter att förhindra s.k. blow-outs eller utblåsningar av explosiva gaser.
Bentonit spelar en stor roll vid tätning av vattenförande delar i tunnlar och bergrum och inte minst i slutförvaren av använt kärnbränsle. Där fungerar den som en buffert mellan berggrunden och de kapslar av koppar som det uttjänta kärnbränslet förvaras i. Sorptionsförmågan hos bentonit utnyttjas t.ex. i kattsand och vid klarning av viner. Bentonit används även som klumpförebyggande medel, då med E-nummer 558.
Eftersom bentonit bildas av askan vid ett vulkanutbrott och förekommer som distinkta lager i andra sedimentära bergarter, exempelvis kalksten, används bentonitlager för regional och global korrelering av åldern för de omgivande sedimenten. Detta kan till exempel göras genom att man daterar bentonitmineralen med hjälp av radiometriska dateringar.